# David A. Boody
David Augustus Boody (ur. 13 sierpnia 1837 w Jackson, zm. 20 stycznia 1930 w Brooklynie) – amerykański polityk, członek Partii Demokratycznej.

## Działalność polityczna
W okresie od 4 marca 1891 do rezygnacji 13 października 1891 przez jedną kadencję był przedstawicielem 2. okręgu wyborczego w stanie Nowy Jork w Izbie Reprezentantów Stanów Zjednoczonych. Od 1892 do 1893 był burmistrzem Brooklynu.